# Filchnerella gansuensis
Filchnerella gansuensis är en insektsart som beskrevs av Xi, G. och Z. Zheng 1985. Filchnerella gansuensis ingår i släktet Filchnerella och familjen Pamphagidae. Inga underarter finns listade i Catalogue of Life.